# 扇蟹總科
扇蟹總科（学名），是短尾次目(螃蟹)的其中一個總科。扇蟹總科過往曾經有過11個科，分為130個屬及超過一千個不同的品種。
根據2009年的分類，現時除了扇蟹科、Panopeidae及Pseudorhombilidae以外，其他各科均已獨立離開，成為了：
- 瓢蟹總科 Carpilioidea
- 酉婦蟹總科 Eriphioidea
- 長腳蟹總科 Goneplacoidea
- 六足蟹總科 Hexapodoidea
- 毛刺蟹總科 Pilumnoidea
- 梯形蟹總科 Trapezioidea

雖然如此，但只有三個科的扇蟹總科依然是物種最豐富的總科。

## 外部連結
- 维基共享资源上的相關多媒體資源：扇蟹總科